# Fyrby (herrgård)

Fyrby säteri, är en herrgård i Norrköpings kommun (Östra Ryds socken), Östergötlands län.

## Historia
Fyrby säteri i Östra Ryds socken, Skärkinds härad. Fyrby har i äldre tider tillhört häradshövdingen Tyge Larsson Gyllencreutz, den delen, som är av krononatur, genom donation av år 1594. Ägdes senare av hans dotterson, översten Ludvig Svanestierna samt vidare genom köp av överstelöjtnanten Johan Gripenwaldt, som ägde gården med säterifrihet 1680 och 1692, likaledes år 1700 hans änka Katharina Lowisin (död 1707). Omkring 1726 tillhörde Fyrby överstelöjtnanten Rydingsvärd men försåldes sedermera till schoutbynachten Conard von Braunjohan (1666–1734), vars måg sekreteraren Peter von Ehrenheim sålde egendomen till majoren Göran Gripenvald (död 1760). Hans måg, majoren Gerard Fock pantsatte den i krigsmanshuskassan, och år 1783 tillhörde Fyrby löjtnanten J. G. de Falle samt därefter majoren Karl Johan Montgomery (död 1805), vidare direktören Mæchel, dess broder, löjtnanten Mæchel och slutligen på 1820-talet brukspatron A. Wahlberg samt dess son, possessionaten C. F. Wahlberg från omkring 1850.

## Ägorna
Egendomen bestod 1875 av Fyrby 1⁄2 mantal krono, 1 mantal frälse med Önstorp 1⁄2 mantal frälse samt Tåby 2 mantal skatte säteri. Ägovidden var allt som allt 1180 tunnland, varav 450 tunnland åker och äng samt 730 tunnland skog och betesmark.